# Австрія на літніх Олімпійських іграх 1988
Австрія на літніх Олімпійських іграх 1988 була представлена 73 спортсменами в 17 видах спорту.

## Медалісти
| Медаль | Спортсмен         | Вид   | Дисципліна |
| ------ | ----------------- | ----- | ---------- |
| Золото | Петер Зайзенбахер | дзюдо | до 86 кг   |